# IC 962
IC 962 ist eine linsenförmige Galaxie vom Hubble-Typ S0 im Sternbild Bärenhüter nördlich des Himmelsäquators. Sie ist rund 275 Millionen Lichtjahre von der Milchstraße entfernt.
Das Objekt wurde am 7. April 1889 vom US-amerikanischen Astronomen Lewis Swift entdeckt.